# Paseo de México
El paseo de México es un paseo ornamental del Parque del Retiro de Madrid. Se accede a través de un portón desde la plaza de la Independencia, junto a la Puerta de Alcalá, hasta la fuente de los Galápagos. Es una gran avenida que tiene más de 10.600 metros cuadrados y que une la ciudad con el Estanque Grande del Buen Retiro. Está integrada dentro del Paisaje de la Luz, un paisaje cultural declarado Patrimonio de la Humanidad el 25 de julio de 2021.

## Descripción
Al paseo de México del Retiro se llega atravesando un portón desde la plaza de la Independencia, junto a la Puerta de Alcalá. Tiene dos parterres centrales y dos paseos en cada lateral, divididos entre sí por dos alienaciones de álamos plateados y mirtos. En el trazado actual hay numerosos árboles, fuentes y grandes espacios como estaba en la primera mitad del siglo XX.

## Historia
Desde que el Parque del Retiro pasó a los madrileños en el siglo XIX, el paseo era un camino de arena con un importante desnivel. En 1940, el jardinero Cecilio Rodríguez diseñó la actual disposición, con una plaza llana a modo de ‘recibidor’ con varios tramos de peldaños para acceder al paseo. En 2020, dieron comienzo las obras de remodelación para devolver al paseo su trazado histórico a través del arbolado y de las plantaciones. Entre las actuaciones realizadas destaca la rehabilitación integral de la fuente ornamental de la puerta de la Independencia, así como de las escaleras.

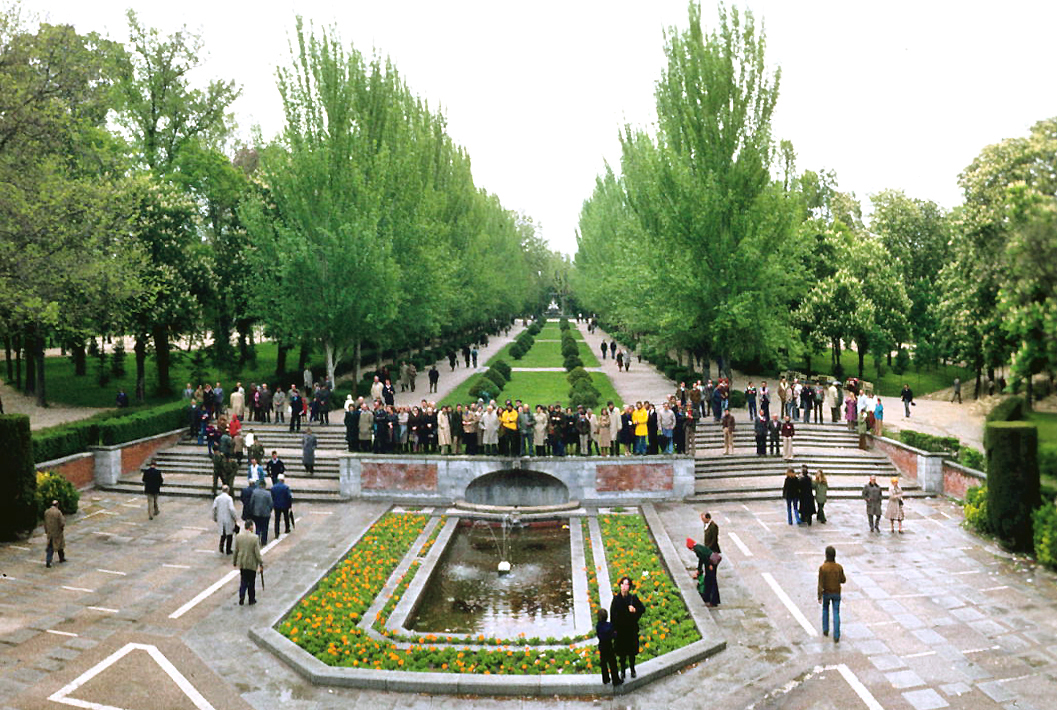
Asistentes a la manifestación del Primero de Mayo en El Retiro. Madrid (España)

Durante las obras de remodelación, los técnicos del área de Gobierno de Medio Ambiente y Movilidad del Ayuntamiento de Madrid localizaron diversos restos arqueológicos. Entre los vestigios encontrados se halla el denominado 'Camino viejo de Vicálvaro y Ambroz' que, hasta principios del siglo XVII, era la entrada a la ciudad de Madrid por el este, conectando el pueblo de Vicálvaro con la capital. Se descubrieron fragmentos de cerámicas que atestiguan el uso de este camino desde el siglo XII hasta el siglo XVII, cuando se iniciaron las obras del Retiro. Los nuevos jardines y huertas sepultaron el camino, cuyo trazado original aún permanece bajo el paseo existente. También se encontraron restos de la antigua ermita de la Magdalena, del siglo XVII.
Con la actuación se han puesto de manifiesto valores históricos, medioambientales, patrimoniales y de accesibilidad. El nuevo paseo conserva su concepción histórica con parterres centrales y dos pasos en cada lateral divididos entre sí por dos alienaciones de álamos plateados y mirtos, potenciando su carácter de espacio de paso y no de estancia. Se genera una imagen de un paseo sin interrupciones gracias a la propuesta de pavimento continuo bituminoso y drenante colocado sobre suelo estructural, con el que se ha dotado a la superficie de una mayor resistencia, evitando la compactación producida por el paso de gran número de visitantes.
El Paseo de México, reabrió al público el 31 de marzo de 2021.